# Klettgaurücken
Das FFH-Gebiet Klettgaurücken ist ein im Jahr 2005 durch das Regierungspräsidium Freiburg nach der Richtlinie 92/43/EWG (Fauna-Flora-Habitat-Richtlinie) angemeldetes Schutzgebiet (Schutzgebietskennung DE-8316-341) im Klettgau im deutschen Bundesland Baden-Württemberg. Mit Verordnung des Regierungspräsidiums Freiburg zur Festlegung der Gebiete von gemeinschaftlicher Bedeutung vom 25. Oktober 2018 wurde das Gebiet festgelegt.

## Lage
Das 1462,22 Hektar große Schutzgebiet gehört zu dem Naturraum 120-Alb-Wutach-Gebiet innerhalb der naturräumlichen Haupteinheit 12-Gäuplatten im Neckar- und Tauberland.
Es besteht aus mehreren Teilgebieten und liegt auf der Markung von sechs Städten und Gemeinden:
- Dettighofen = 29.2444 ha, 2 %
- Hohentengen am Hochrhein = 336.3109 ha, 23 %
- Klettgau = 701.8662 ha, 48 %
- Lauchringen = 14.6222 ha, 1 %
- Wutöschingen = 87.7332 ha, 6 %
- Küssaberg = 292.4442 ha, 20 %

## Beschreibung und Schutzzweck
Bei dem Schutzgebiet handelt es sich um eine abwechslungsreiche Kulturlandschaft mit hohem Anteil an artenreichem, orchideenreichem Magergrünland und naturnahen Laubwäldern. Bachsystem des Rotbach.

### Lebensraumklassen
(allgemeine Merkmale des Gebiets) (prozentualer Anteil der Gesamtfläche)
Angaben gemäß Standard-Datenbogen aus dem Amtsblatt der Europäischen Union
|                                                                                   |                                                                                   |  |      |      |
| N06 – Binnengewässer (stehend und fließend)                                       | N06 – Binnengewässer (stehend und fließend)                                       |  | 1 %  | 1 %  |
| N09 – Trockenrasen, Steppen                                                       | N09 – Trockenrasen, Steppen                                                       |  | 5 %  | 5 %  |
| N10 – Feuchtes und mesophiles Grünland                                            | N10 – Feuchtes und mesophiles Grünland                                            |  | 20 % | 20 % |
| N15 – Anderes Ackerland                                                           | N15 – Anderes Ackerland                                                           |  | 6 %  | 6 %  |
| N16 – Laubwald                                                                    | N16 – Laubwald                                                                    |  | 47 % | 47 % |
| N17 – Nadelwald                                                                   | N17 – Nadelwald                                                                   |  | 19 % | 19 % |
| N21 – Nicht-Waldgebiete mit hölzernen Pflanzen (Obst- und Ölbaumhaine, Weinberge) | N21 – Nicht-Waldgebiete mit hölzernen Pflanzen (Obst- und Ölbaumhaine, Weinberge) |  | 2 %  | 2 %  |
|                                                                                   |                                                                                   |  |      |      |

### Lebensraumtypen
Gemäß Anlage 1 der Verordnung des Regierungspräsidiums Freiburg zur Festlegung der Gebiete von gemeinschaftlicher Bedeutung (FFH-Verordnung) vom 25. Oktober 2018 kommen folgende Lebensraumtypen nach Anhang I der FFH-Richtlinie im Gebiet vor:
| EU Code | Lebensraumtyp (offizielle Bezeichnung)                                                                          | Kurzbezeichnung                             | Hektar |
| ------- | --- | ------------------------------------------- | ------ |
| 3260    | Flüsse der planaren bis montanen Stufe mit Vegetation des Ranunculion fluitantis und des Callitricho-Batrachion | Fließgewässer mit flutenderWasservegetation | 1,10   |
| 6210    | Naturnahe Kalk-Trockenrasen und deren Verbuschungsstadien (Festuco-Brometalia)                                  | Kalk-Magerrasen – orchideenreiche Bestände  | 47,80  |
| 6410    | Pfeifengraswiesen auf kalkreichem Boden, torfigen und tonig-schluffigen Böden(Molinion caeruleae)               | Pfeifengraswiesen                           | 0,72   |
| 6430    | Feuchte Hochstaudenfluren der planarenund montanen bis alpinen Stufe                                            | Feuchte Hochstaudenfluren                   | 0,20   |
| 6510    | Magere Flachland-Mähwiesen (Alopecurus pratensis, Sanguisorba officinalis)                                      | Magere Flachland-Mähwiesen                  | 120,50 |
| 7220    | Kalktuffquellen (Cratoneurion)                                                                                  | Kalktuffquellen                             | 0,12   |
| 8160    | Kalkhaltige Schutthalden der collinen bismontanen Stufe Mitteleuropas                                           | Kalkschutthalden                            | 0,23   |
| 9130    | Waldmeister-Buchenwald (Asperulo-Fagetum)                                                                       | Waldmeister-Buchenwald                      | 439,40 |
| 9150    | Mitteleuropäischer Orchideen-Kalk-Buchenwald (Cephalanthero-Fagion)                                             | Orchideen-Buchenwälder                      | 2,80   |
| 9180    | Schlucht- und Hangmischwälder Tilio-Acerion                                                                     | Schlucht- und Hangmischwälder               | 24,40  |
| 91E0    | Auen-Wälder mit Alnus glutinosa und Fraxinus excelsior (Alno-Padion, Alnion incanae, Salicion albae)            | Auenwälder mit Erle, Esche, Weide           | 9,70   |
| 91U0    | Kiefernwälder der sarmatischen Steppe                                                                           | Kiefernwälder der sarmatischen Steppe       | 0,10   |

### Zusammenhängende Schutzgebiete
Das FFH-Gebiet besteht aus mehreren Teilgebieten und überschneidet sich teilweise mit zwei Landschaftsschutzgebieten. Es liegt in der Nähe von Lauchringen zu einem kleinen Teil im Naturpark Südschwarzwald.
Die Naturschutzgebiete
- Nr. 3038 – Küssaberg und
- Nr. 3061 – Orchideenwiese Küßnach

liegen vollständig im FFH-Gebiet.